# Королевские казармы
Королевские казармы (англ. Queen's Barracks) ― бывшее расположение воинской части в городе Перт, Шотландия.

## История
Казармы были построены на северо-западе города в 1793 году. Тогда в них разместились солдаты 2-го гвардейского драгунского полка (Куинс бейс). Впоследствии помещения были переоборудованы для размещения в них пехотных частей.
В 1873 году, в ходе реформ Кардуэлла, в Великобритании была учреждена система призывных районов на основе военных округов. В казармах разместились солдаты 42-го пехотного полка (Роял Хайленд) и 79-го пехотного полка (Камерон-Хайлендерс). После реформ Чилдерса 42-й пехотный полк объединился с 73-м, образовав 3-й пехотный батальон («Чёрные стражники»).
Казармы были выведены из эксплуатации в мае 1961 года и впоследствии были снесены. На их месте было возведено здание штаба полиции.
В 1960-х годах штаб-квартира полка и полковой музей переехали в замок Бальхоузи. Музей там располагается и поныне. Армейский резервный центр, расположенный дальше по Данкельд-роуд, где сейчас базируется 51-й пехотный полк, принял название «Королевские казармы».
В июле 2016 года Ассоциация Чёрных стражников выступила с инициативой о создании мемориала в виде простой каменной конструкции на месте бывших казарм.